# Маріус Міту
Маріус Міту (рум. Marius Mitu, нар. 10 вересня 1976, Бухарест) — колишній румунський футболіст, грав на позиції півзахисника. Відомий виступами за «Металург» (Донецьк) і «Стяуа».

## Клубна кар'єра
Вихованець «Стяуа»; пробитись до основної команди Маріан не зумів, виступав на правах оренди за «Стяуа Мізіл», «Чиндію» (Тирговіште).
Пізніше виступав за різні команди, серед яких «Льєрс», «Андерлехт» та донецький «Металург».